# Wada Yasuhiro

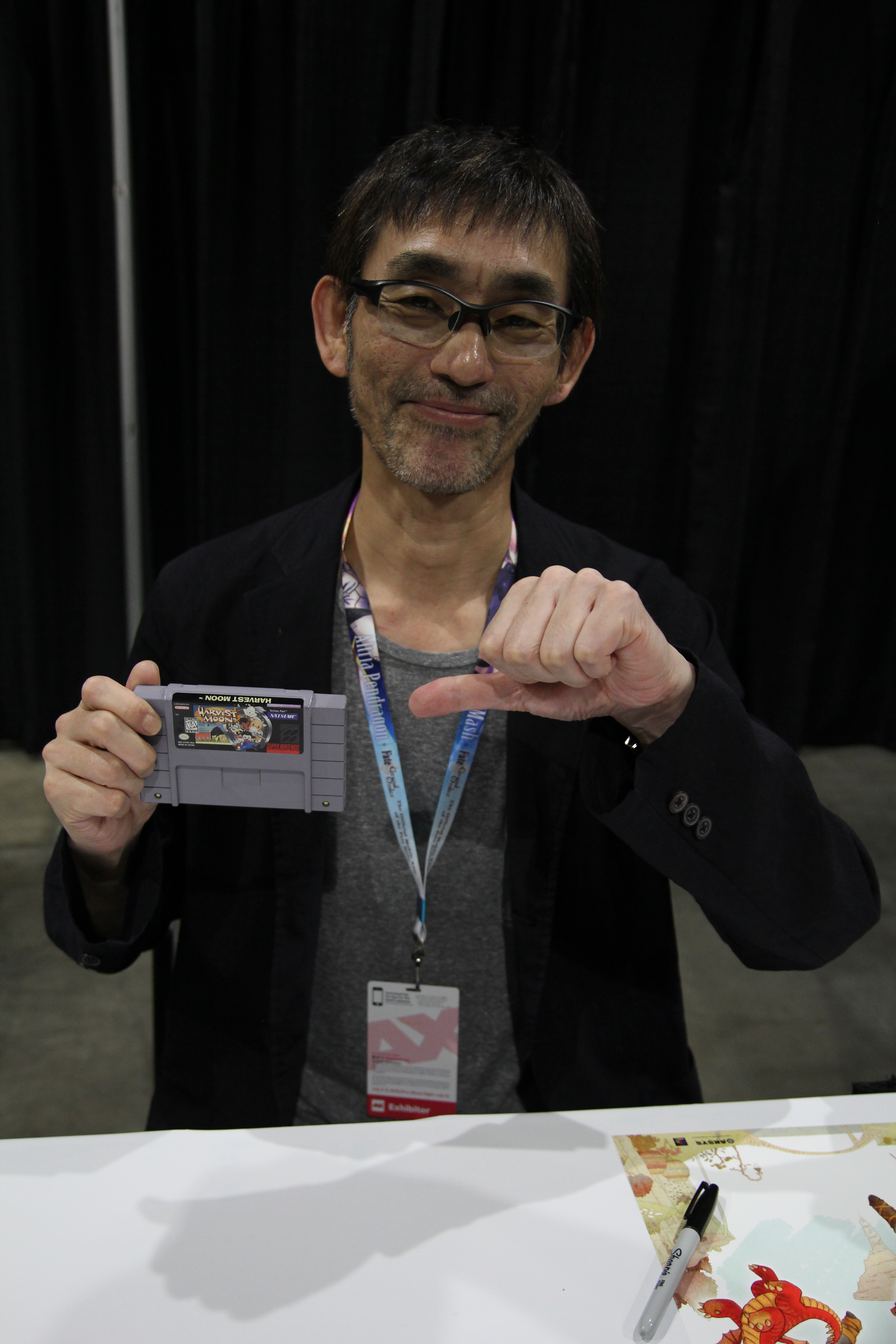
Yasuhiro Wada tại Anime Expo năm 2018

Wada Yasuhiro (Nhật: 和田康宏 Hepburn: Wada Yasuhiro) là một nhà thiết kế và sản xuất trò chơi điện tử người Nhật Bản. Ông nổi tiếng với vai trò là người sáng tạo ra loạt Story of Seasons, trước đây được gọi là loạt Harvest Moon. Mặc dù loạt thành công và ông được ca ngợi, nhưng ông quyết định không còn làm việc cho loạt và tập trung vào các dự án khác từ năm 2009.

## Sự nghiệp
Wada Yasuhiro là nhà sản xuất của trò chơi Magical Pop'n (1995) trên Super Famicom.
Ông nổi tiếng là người thiết kế trò chơi Harvest Moon. Harvest Moon là một trò chơi nông trại, với lối chơi không tập trung vào chiến đấu hay cạnh tranh. Wada cảm thấy mình cần phải tạo ra những trò chơi khác biệt với những trò chơi của những người tiền nhiệm, và ông dựa trên trải nghiệm cuộc sống từ chính bản thân khi lớn lên giữa vùng nông thôn.
Năm 2005, ông giữ chức chủ tịch của Marvelous Interactive.
Năm 2008, ông là Giám đốc Thương mại của Marvelous Entertainment.
Năm 2010, ông tham gia Grasshopper Manufacture với tư cách là COO. Sau đó, ông rời Grasshopper và thành lập công ty Toybox vào năm 2011.
Wada đóng vai trò là nhà sản xuất của trò chơi Birthdays are Beginnings phát hành năm 2017 trên Steam và PlayStation 4.
Ông cũng tham gia vào việc tạo ra trò chơi Little Dragons Café năm 2018. Đây là một trò chơi mô phỏng quản lý quán cà phê song song với việc nuôi rồng.

## Trò chơi
- Loạt Bokujō Monogatari/Harvest Moon
- Valhalla Knights
- Rune Factory: A Fantasy Harvest Moon
- No More Heroes
- Valhalla Knights 2
- Rune Factory: Frontier
- Little King's Story
- Sakura Note
- PostPet DS
- Deadly Premonition
- HomeTown Story
- Birthdays the Beginning